# Argonectes longiceps
Argonectes longiceps är en fiskart som först beskrevs av Kner, 1858.  Argonectes longiceps ingår i släktet Argonectes och familjen Hemiodontidae. Inga underarter finns listade i Catalogue of Life.